# Siao-kang (An-chuej)
Siao-kang (čínsky pchin-jinem Xiǎogāng, znaky 小岗) je malá čínská vesnice v okrese Feng-jang v provincii An-chuej. Nachází se nedaleko města Nanking.
Zdejší rolníci se v prosinci 1978 rozhodli, že rozdělí společnou zemědělskou půdu mezi rodiny, které se o ni budou samy starat, což v té době bylo nelegální. Jejich produkce potravin dramaticky vzrostla, čímž zaujala své okolí i státní úřady. Tehdejší čínský vůdce a reformátor Teng Siao-pching vesnici za tento čin vyzdvihoval.

## Historie
Během prosazování politiky Velkého skoku vpřed, okres Feng-jang, podobně jako zbytek země, prožil Velký čínský hladomor. Čtvrtina jeho populace (90 000 osob) zemřela na následky hladomoru. V samotné vesnici Siao-kang zemřelo 67 vesničanů, přičemž vesnice čítala v letech 1958–1960 zhruba 120 obyvatel.
V prosinci 1978 se 18 místních farmářů vedených Jen Ťing-čchangem setkalo v největším domě vesnice. Dohodli se, že poruší zákon a podepsali tajnou úmluvu, ve které si rozdělili půdu lidové komuny na jednotlivé pozemky. Každý pozemek měla obhospodařovat jedna rodina, která měla část úrody předat vládě a kolektivu, avšak přebytky si mohla nechat pro sebe. Vesničané se také smluvili, že pokud by byl jeden z nich zatčen a odsouzen k trestu smrti, tak se ostatní postarají o jeho děti až do věku 18 let. V té době se vesničané obávali dalšího hladomoru, kdy by mohla vinou špatné úrody zemřít část obyvatel hladem.
Po této tajné reformě se v Siao-kangu vypěstovala úroda, která byla větší než v předchozích pěti letech dohromady. Příjem na osobu ve vesnici vzrostl z 22 na 400 jüanů a úroda obilí se zvýšila na 90 000 kg v roce 1979. To přitáhlo pozornost okolních vesnic, netrvalo dlouho a zjistila to i vláda v Pekingu. Vesničané měli štěstí, že zrovna v té době se v Číně změnilo vedení po smrti Mao Ce-tunga. Moci se ujal Teng Siao-pching a země hledala cesty k reformě čínského hospodářství a objev inovace z Siao-kangu byl ukazován jako model pro ostatní vesnice po celé zemi. To vedlo k opuštění idey kolektivizace a velkému nárůstu zemědělské výrobě. Tajné podepsání smlouvy v Siao-kangu je považovano za začátek období rychlého ekonomického růstu a industrializace, kterou pevninská Čína prožila v následujících 30 letech.